# V Concilio de Toledo
El Quinto Concilio de Toledo se inició en la Santa Leocadia de Toledo el 30 de junio de 636. Fue convocado por Chintila, que había sucedido al rey Sisenando tras un corto interregno. Asistieron 22 obispos y 2 representados. No asistió el obispo de la Narbonense por desavenencias de tipo político.
Todas las decisiones importantes del Concilio fueron de carácter político. En primer lugar se trató de la seguridad del rey, y después de la cuestión sucesoria. Se apoyó el acceso de Chintila al trono y se pidió una protección especial para el rey y su familia, protección que debía continuar después de su muerte o derrocamiento si lo hubiere.
- Sobre la elección en el futuro del nuevo rey, hubo acuerdo en que sólo podía recaer sobre los miembros de la alta nobleza militar y palatina visigoda.
- Los descendientes del rey debían disfrutar de todos los bienes justamente adquiridos o que sus padres les hubiesen proporcionado. El anatema debía caer sobre todo aquel que en el futuro les molestase o injuriase. También los fideles del rey, que constituían una camarilla que le rodeaba y que eran considerados sus partidarios incondicionales, consejeros de confianza y auxiliares, debían quedar protegidos y conservar sus propiedades y los regalos que el rey anterior les hubiere otorgado.
- Los que consultasen a adivinos para conocer la suerte del rey serían excomulgados. La misma pena caería sobre los que maldijesen al rey y los que se agruparan para colocar a otro en el trono. Todo el que aspirase al trono sin ser elegido por quien correspondía (y sin ser de noble cuna) sería excomulgado y recibiría el anatema.
- El Concilio estableció tres días de letanías desde el 13 al 15 de diciembre de cada año. Se prohibió todo intentó de adivinar el porvenir del monarca reinante.

Chintila pasó gran parte de su reinado luchando contra enemigos internos (los externos, francos y bizantinos, no eran un peligro en aquellos momentos) y en enero de 638 se vio obligado a convocar el VI Concilio de Toledo.